# Mistrovství České republiky v atletice 2010
41. Mistrovství České republiky mužů a žen v atletice 2010 se uskutečnilo ve dnech 17.–18. července 2010 v Třinci, kde se konal šampionát také v roce 1997 a 2007. Pro české atlety znamenal domácí šampionát poslední možnost, jak splnit limit na mistrovství Evropy, které se koná v Barceloně. Druhý den šampionátu poznamenalo deštivé počasí a nakonec nepadl žádný limit pro ME v atletice 2010.
Nový rekord mistrovství vytvořila výkonem 466 cm tyčkařka Jiřina Ptáčníková, která o šest centimetrů vylepšila rekord Kateřiny Baďurové z roku 2007. Rekord mistrovství zaběhla také překážkářka Lucie Škrobáková, když v rozběhu zaběhla 100 metrů s překážkami v čase 12,90 s.

## Medailisté

### Muži
| Soutěž                                 | Zlato                                                                 | Stříbro                                                                        | Bronz                                                                        |
| 100 m                                  | Jan Veleba 10,46                                                      | Libor Žilka 10,53                                                              | Lukáš Milo 10,56                                                             |
| 200 m                                  | Jiří Vojtík 21,36                                                     | Petr Szetei 21,39                                                              | Lukáš Milo 21,40                                                             |
| 400 m                                  | Rudolf Götz 47,06                                                     | Theodor Jareš 47,24                                                            | Jakub Holuša 47,29                                                           |
| 800 m                                  | Jan Kubista 1:55,11                                                   | Martin Hošek 1:55,27                                                           | Tomáš Belada 1:55,27                                                         |
| 1500 m                                 | Milan Kocourek 3:49,76                                                | Jakub Živec 3:51,72                                                            | Petr Vitner 3:53,29                                                          |
| 5000 m                                 | Milan Kocourek 14:08,34                                               | Jan Kreisinger 14:09,63                                                        | Lukáš Kourek 14:29,37                                                        |
| 10 000 m                               | Martin Kučera 31:23,23                                                | Jiří Homoláč 31:28,95                                                          | Róbert Štefko 31:33,35                                                       |
| 110 m př.                              | Petr Svoboda 13,36                                                    | Martin Mazáč 14,07                                                             | Stanislav Sajdok 14,16                                                       |
| 400 m př.                              | Josef Prorok 50,23                                                    | Michal Uhlík 51,27                                                             | Jindřich Šimánek 52,62                                                       |
| 3000 m př.                             | Peter Mikulenka 8:58,63                                               | Martin Kučera 9:06,60                                                          | Jiří Zemjánek 9:06,90                                                        |
| 4 × 100 m                              | Robert Školoud Matěj Blahůt Michal Novák Jan Vrba Dukla Praha 43.22   | Petr Jelínek Václav Janoušek Rostislav Šulc Ondřej Benda Spartak Praha 4 43.45 | Miroslav Vinkler Ivo Brýdl Tomáš Netolický Jiří Pálka Hvězda Pardubice 43.77 |
| 4 × 400 m                              | Rudolf Götz Filip Klvaňa Michal Uhlík Petr Szetei AK Kroměříž 3:13.49 | Jindřich Šimánek Josef Prorok Jan Pernica Theodor Jareš Slavia Praha 3:15.67   | Jiří Pálka Ivo Brýdl Tomáš Netolický Miroslav Vinkler Pardubice 3:16.75      |
| Skok do výšky                          | Jaroslav Bába 2,18 m                                                  | Jan Sommerschuh 2,14 m                                                         | Josef Skrčený 2,14 m                                                         |
| Skok o tyči                            | Jan Kudlička 5,50 m                                                   | Michal Balner 5,35 m                                                           | Lukáš Bechyně 5,35 m                                                         |
| Skok daleký                            | Roman Novotný 7,67 m                                                  | Štěpán Wagner 7,63 m                                                           | Milan Pírek 7,38 m                                                           |
| Trojskok                               | Petr Hnízdil 15,49 m                                                  | Martin Vachata 15,44 m                                                         | Ondřej Hanuš 15,17 m                                                         |
| Vrh koulí                              | Antonín Žalský 19,98 m                                                | Remigius Machura 19,52 m                                                       | Jan Tylče 17,99 m                                                            |
| Hod diskem                             | Libor Malina 60,11 m                                                  | Jan Marcell 59,56 m                                                            | Miroslav Pudivítr 58,03 m                                                    |
| Hod kladivem                           | Lukáš Melich 72,12 m                                                  | Pavel Sedláček 68,40 m                                                         | Michal Fiala 65,11 m                                                         |
| Hod oštěpem                            | Vítězslav Veselý 81,72 m                                              | Jakub Vadlejch 78,52 m                                                         | Jan Mihál 69,31 m                                                            |
| Desetiboj Stará Boleslav 29.–30.5.2010 | Pavel Baar 7650 bodů                                                  | Adam Nejedlý 7614 bodů                                                         | František Staněk 7460 bodů                                                   |
| 20 km chůze Poděbrady 10.4.2010        | Karel Ketner 1:30:55                                                  | Miloš Holuša1:31:09                                                            | Roman Říha 1:32:41                                                           |

### Ženy
| Soutěž                                | Zlato                                                                                         | Stříbro                                                                              | Bronz                                                                                   |
| 100 m                                 | Kateřina Čechová 11,59                                                                        | Iveta Mazáčová 11,83                                                                 | Kristina Bažatová 11,91                                                                 |
| 200 m                                 | Denisa Rosolová 23,62                                                                         | Zuzana Hejnová 24,03                                                                 | Iveta Mazáčová 24,73                                                                    |
| 400 m                                 | Jitka Bartoničková 54,18                                                                      | Jana Slaninová 54,85                                                                 | Jana Sajdoková 55,69                                                                    |
| 800 m                                 | Lenka Masná 2:02,10                                                                           | Sylva Škabrahová 2:06,97                                                             | Diana Mezuliáníková 2:07,25                                                             |
| 1500 m                                | Marcela Lustigová 4:23,96                                                                     | Květa Pecková 4:27,74                                                                | Adéla Hoffmannová 4:31,40                                                               |
| 5000 m                                | Martina Bařinová 16:38,26                                                                     | Petra Kamínková 17:06,29                                                             | Michaela Šaršoňová 17:38,66                                                             |
| 10 000 m                              | Petra Kamínková 37:04,28                                                                      | Ivana Sekyrová 37:15,22                                                              | Eva Nývltová 37:21,82                                                                   |
| 100 m př.                             | Lucie Škrobáková 12,92                                                                        | Lenka Lepičová 13,64                                                                 | Kateřina Cachová 13,67                                                                  |
| 400 m př.                             | Zuzana Bergrová 57,22                                                                         | Kristina Volfová 59,47                                                               | Kamila Němcová 1:00,24                                                                  |
| 3000 m př.                            | Lucie Sekanová 10:12,74                                                                       | Ivana Sekyrová 10:54,26                                                              | Tereza Novotná 11:04,45                                                                 |
| 4 × 100 m                             | (Česko) DNF neudělena                                                                         | (PSK Olymp Praha) DNF neudělena                                                      | (TJ Vodní stavby Tábor) DNF neudělena                                                   |
| 4 × 400 m                             | Lenka Švábíková Markéta Krejčí Kateřina Ulrichová Veronika Jelínková Hvězda Pardubice 3:51.82 | Veronika Šťastná Veronika Vojtíková Tereza Šedivá Jana Sajdoková Olymp Praha 3:55.65 | Zlata Zimmermannová Lada Studenovská Lucie Šetelíková Markéta Mikešová VS Tábor 4:16.28 |
| Skok do výšky                         | Oldřiška Marešová 1,83 m                                                                      | Iva Straková 1,83 m                                                                  | Romana Dubnova 1,79 m                                                                   |
| Skok o tyči                           | Jiřina Ptáčníková 4,66 m                                                                      | Romana Maláčová 4,05 m                                                               | Aneta Morysková 3,65 m                                                                  |
| Skok daleký                           | Jana Korešová 6,24 m                                                                          | Kateřina Líbalová 6,06 m                                                             | Eliška Klučinová 6,04 m                                                                 |
| Trojskok                              | Martina Šestáková 13,94 m                                                                     | Barbora Lacigová 12,56 m                                                             | Lucie Májková 12,48 m                                                                   |
| Vrh koulí                             | Jana Kárníková 16,81 m                                                                        | Andrea Valešová 14,83 m                                                              | Romana Grómanová 14,64 m                                                                |
| Hod diskem                            | Věra Cechlová 59,17 m                                                                         | Eliška Staňková 54,32 m                                                              | Andrea Velešová 49,17 m                                                                 |
| Hod kladivem                          | Lenka Ledvinová 65,01 m                                                                       | Kateřina Šafránková 64,65 m                                                          | Tereza Králová 61,70 m                                                                  |
| Hod oštěpem                           | Barbora Špotáková 61,32 m                                                                     | Jarmila Klimešová 52,37 m                                                            | Nikola Ogrodníková 51,04 m                                                              |
| Sedmiboj Stará Boleslav 29.–30.5.2010 | Kateřina Cachová 5414 bodů                                                                    | Jitka Moudrá 5155 bodů                                                               | Markéta Malariková 4893 bodů                                                            |
| 20 km chůze Poděbrady 10.4.2010       | Lucie Pelantová 1:32:57                                                                       | Hana Herberová 1:48:59                                                               | Martina Netolická 2:08:02                                                               |